# Mr. Marley
A Mr. Marley Damian Marley jamaicai reggae-zenész első albuma. 1996. szeptember 9-én adták ki.

## Számok
1. "Trouble"
2. "Love and Inity"
3. "10,000 Chariots"
4. "Old War Chant"
5. "Party Time"
6. "Kingston 12"
7. "Keep On Grooving"
8. "Searching (So Much Bubble)"
9. "One More Cup of Coffee"
10. "Julie"
11. "Me Name Jr. Gong"
12. "Mr. Marley"